# محویت
محویت  یکی از شهرهای استان محویت در کشور یمن است که در سرشماری سال ۲۰۰۵ میلادی، ۱۰٫۵۹۳ نفر جمعیت داشته‌است.